# Confederação Nacional dos Sindicatos Independentes e Livres de Moçambique
Die Confederação Nacional dos Sindicatos Independentes e Livres de Moçambique, zu Deutsch „Nationale Konföderation der unabhängigen und freien Gewerkschaften Mosambiks“, ist ein mosambikanischer Gewerkschaftsverband, der 1997 in Abspaltung vom zentralen Verband Organização dos Trabalhadores de Moçambique (OTM-CS) entstand. Der Verband ist Mitglied im Verband der Gewerkschaften im Südlichen Afrika (SATUCC).

## Geschichte
Die ab 1987 staatlich gegründeten Branchengewerkschaften wurden zu Beginn der 1990er-Jahre mit den Herausforderungen der Liberalisierungspolitik und der Einführung der Marktwirtschaft konfrontiert. Die anschließenden, von der Basis ausgehenden massiven Streiks zwang die OTM und die Branchengewerkschaften, sich stärker von der FRELIMO und der Regierung zu distanzieren. Insbesondere nachdem 1991 die Vereinigungsfreiheit gesetzlich garantiert worden war, führten Auseinandersetzungen innerhalb der OTM-CS zu Abspaltungen: Drei der seinerzeit siebzehn Gewerkschaften erklärten sich von der OTM-CS unabhängig und organisierten sich im nationalen Dachverband der freien und unabhängigen Gewerkschaften Mosambiks CONSILMO, der 1997 legalisiert wurde.

## Mitglieder
Die CONSILMO hat vier Mitglieder:
- Sindicato Nacional de Trabalhadores na Indústria de Hotelaria, Turismo, Restaurantes e Similares (SINTIHOTSI) (Gewerkschaft der Beschäftigten im Hotel-, Tourismus- und Gaststättengewerbe sowie ähnlicher Branchen)[1]
- Sindicato Nacional de Trabalhadores da Construcção Civil e Madeiras e Minas (SINTICIM) (Gewerkschaft der Bau-, Holz- und Bergarbeiter)[1]
- Sindicato Nacional dos Trabalhadores dos Transportes Rodoviários, Assistência Técnica e Similares (SINTRAT) (Gewerkschaft der Arbeiter im Straßentransport, der technischen Hilfe und Ähnlichem)[1]
- Sindicato Nacional dos Trabalhadores das Empresas de Segurança Privada (SINTESP) (Gewerkschaft der Angestellten der privaten Sicherheitsdienste) (seit 2011[3])